# Liste der Monuments historiques in Vauchonvilliers
Die Liste der Monuments historiques in Vauchonvilliers führt die Monuments historiques in der französischen Gemeinde Vauchonvilliers auf.

## Liste der Immobilien
| Bezeichnung                 | Beschreibung                                                   | Standort               | Kennzeichnung | Schutzstatus | Datum | Bild           |
| --------------------------- | -------------------------------------------------------------- | ---------------------- | ------------- | ------------ | ----- | -------------- |
| Kirche St-Pierre-et-St-Paul | ab dem 12. Jahrhundert; mit Wandmalereien des 14. Jahrhunderts | Rue de l’Église (Lage) | PA00078319    | Inscrit      | 1989  | weitere Bilder |

## Liste der Objekte
| Bezeichnung                                  | Beschreibung | Standort                                               | Kennzeichnung | Schutzstatus | Datum | Bild |
| -------------------------------------------- | --- | ------------------------------------------------------ | ------------- | ------------ | ----- | ---- |
| Gemälde Heiliger Eligius                     | Ölfarbe auf Leinwand, um 1600 | in der Kirche St-Pierre-et-St-Paul (Lage)              | PM10004464    | Inscrit      | 1994  |      |
| Hauptaltar: Tabernakle und Expositionsnische | Eichenholz, farbig gefasst und vergoldet, 17. Jahrhundert; zugehörig PM10004460                                                   | in der Kirche St-Pierre-et-St-Paul (Lage)              | PM10004459    | Inscrit      | 1982  |      |
| Drei Skulpturen: Petrus und zwei Engel       | Holz, farbig gefasst und vergoldet, 17. Jahrhundert                                                                               | in der Kirche St-Pierre-et-St-Paul (Lage)              | PM10004460    | Inscrit      | 1982  |      |
| Paxtafel                                     | Messing, versilbert, 17. Jahrhundert; im Musée Napoléon in Brienne-le-Château deponiert                                           | in der Kirche St-Pierre-et-St-Paul (Lage)              | PM10004463    | Inscrit      | 1995  |      |
| Kelch und Patene                             | Silber, vergoldet, zweite Hälfte des 19. Jahrhunderts, von Pierre-Henry Favier; im Musée Napoléon in Brienne-le-Château deponiert | in der Kirche St-Pierre-et-St-Paul (Lage)              | PM10004466    | Inscrit      | 1994  |      |
| Hauptaltar: Altartisch                       | Holz, farbig gefasst und vergoldet, Glas, um 1800                                                                                 | in der Kirche St-Pierre-et-St-Paul (Lage)              | PM10004435    | Inscrit      |       |      |
| Skulptur Heiliger Eligius                    | von einem Prozessionsstab; Eichenholz, vergoldet, 16. Jahrhundert; Verbleib unbekannt                                             | in der Kirche St-Pierre-et-St-Paul (Lage)              | PM10004436    | Inscrit      | 2001  |      |
| Kruzifix                                     | Eichenholz, 15. Jahrhundert; das Kreuz jünger                                                                                     | in der Vorhalle der Kirche St-Pierre-et-St-Paul (Lage) | PM10004434    | Inscrit      | 1981  |      |
| Relief Mariä Verkündigung                    | Eichenholz, farbig gefasst und vergoldet, 18. Jahrhundert                                                                         | in der Kirche St-Pierre-et-St-Paul (Lage)              | PM10004461    | Inscrit      | 1982  |      |
| Zwei Skulpturen: Johannes und Petrus         | Holz, farbig gefasst und vergoldet, 18. Jahrhundert                                                                               | in der Kirche St-Pierre-et-St-Paul (Lage)              | PM10004462    | Inscrit      | 1982  |      |
| Skulptur Ecce homo                           | Holz, farbig gefasst und vergoldet, zweite Hälfte des 16. Jahrhunderts; im Musée Napoléon in Brienne-le-Château deponiert         | in der Kirche St-Pierre-et-St-Paul (Lage)              | PM10004465    | Inscrit      | 1994  |      |